# Delta Horologii
Désignations
Delta Horologii (δ Her) est une étoile binaire de la constellation australe de l'Horloge. Elle est visible à l'œil nu avec une magnitude apparente combinée de 4,93, ce qui en fait la deuxième étoile la plus brillante de cette faible constellation. Le système présente une parallaxe annuelle de 18,24 mas mesurée par le satellite Hipparcos, ce qui indique qu'il est distant d'environ ∼ 179 a.l. (∼ 54,9 pc) de la Terre. Il s'éloigne du Système solaire à une vitesse radiale de +38 km/s.
En 2022, les deux étoiles de Delta Horologii étaient situées à une distance angulaire de 0,20 seconde d'arc et à un angle de position de 171° l'une de l'autre. Sa composante primaire, désignée δ Hor A, est une étoile blanche de la séquence principale de magnitude 5,15 et de type spectral A9V. Son âge est estimé à 768 millions d'années et elle est 41 % plus massive que le Soleil. L'étoile tourne rapidement sur elle-même, à une vitesse de rotation projetée de 220 km/s. Cela lui donne une forme une forme aplatie avec un bourrelet équatorial qu'on estime être 15 % plus grand que son rayon polaire. Son compagnon, δ Hor B, est une étoile de magnitude 7,29.